# 北苑路北站
北苑路北站是北京地铁5号线上的一座车站，位于北京市朝阳区来广营地区与奥运村街道交界北苑路、拂林东街交叉口。車站色調為白色。

## 位置
本站位于北苑路北侧，故名。与本站垂直相交的拂林东街在2021年3月才被命名，且长度仅为150米，因此本站在开通时无法采用垂直相交的道路命名。

## 出入口
本站共设4个出口：A1、A2（西）、B1、B2（东）。
|                               |        |                      |      |            |
| 编号                          | 指示   | 建议前往的目的地     | 照片 | 無障礙設施 |
| 出口 · A · 1                  | 北苑路 | 拂林园、北辰绿色家园 |      | 不適用     |
| 出口 · A · 2                  | 北苑路 | 上品+（奥运村店）    |      | 不適用     |
| 出口 · B · 1                  | 北苑路 | 仅供进站             |      | 不適用     |
| 出口 · B · 2 · 轮椅升降台标志 | 北苑路 |                      |      |            |
| 註： 設有輪椅升降台           |        |                      |      |            |

## 结构

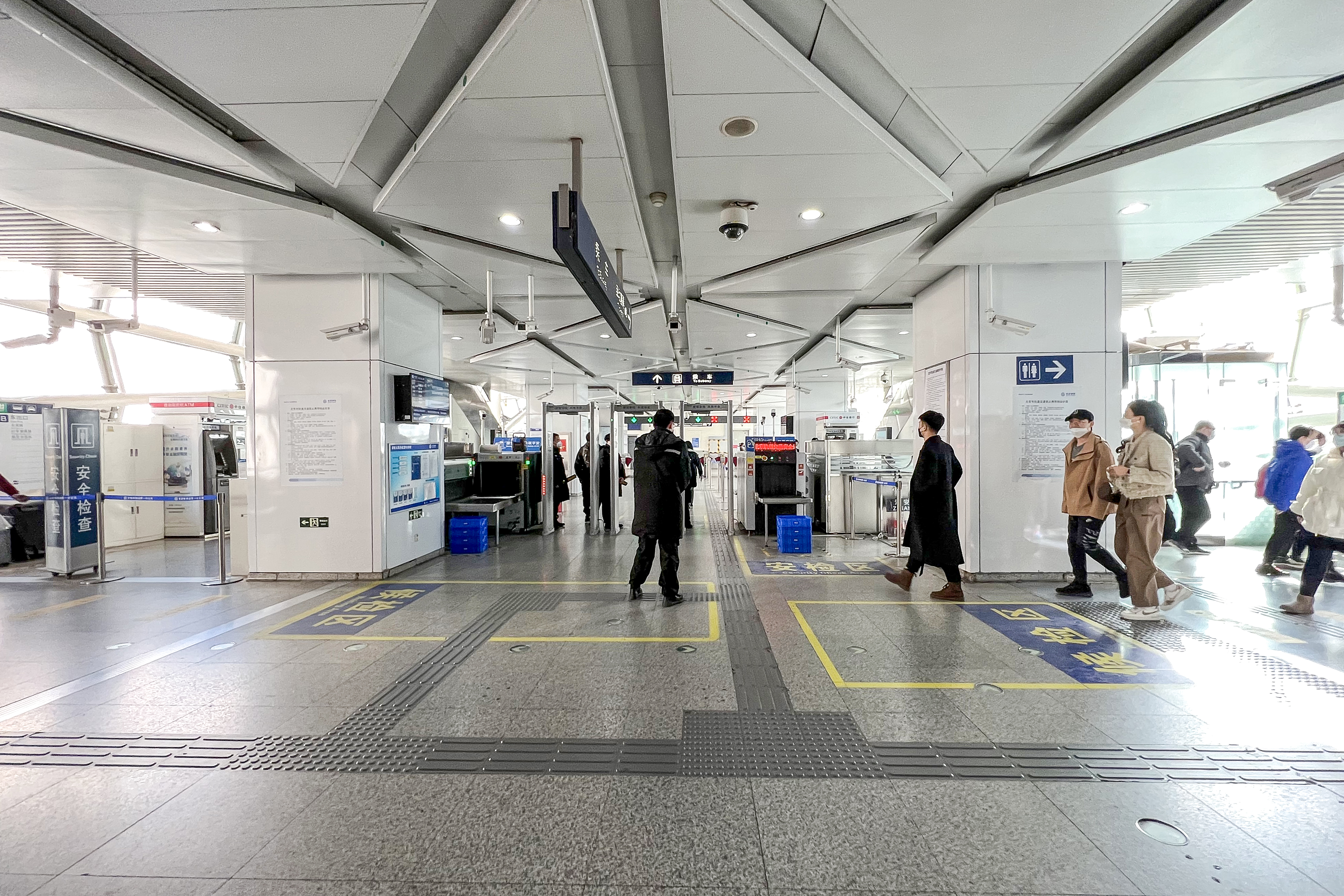
站厅

本站为高架车站，采用侧式站台设计。
| 地上三层 站台层 | 侧式站台，右側開门            | 侧式站台，右側開门   |
| 地上三层 站台层 | █ 5号线往天通苑北（立水桥南） |                      |
| 地上三层 站台层 | █ 5号线往宋家庄（大屯路东）   |                      |
| 地上三层 站台层 | 侧式站台，右側開门            |                      |
| 地上二层 站厅层 | 站厅                          | 客服中心、进出站闸机 |
| 地面层          | 出入口                        | A-B出入口            |